# Loriga
Loriga (pron.: [lu'ɾigɐ]) es el nombre de una pequeña ciudad y de una freguesia portuguesa del municipio de Seia, Distrito de Guarda, con 36,52 km² de área, 1.367 habitantes (2005) y densidad de 37,51 hab./km². La freguesia está constituida por Loriga y un pueblo anexo llamado Fontão.
Está ubicada a 320 km de Lisboa, en el centro del parque natural de la Sierra de la Estrella (en portugués: Parque Natural da Serra da Estrela).
Ciudades relativamente cercanas: Seia (20 km), Gouveia, Viseu (60 km) y Guarda (80 km).

## Historia
Es una ciudad con más de 2100 años pues su primera referencia está asociada a los pueblos romanos. Llamada Lobriga por los lusitanos y después Lorica por los romanos, forma parte de la provincia romana de Lusitania. Han sido los visigodos los primeros a usar el nombre Loriga.
Se convirtió en un importante centro textil a mediados del siglo XIX hasta los años 80 del siglo XX, cuando la fuerza de dicha industria fue disminuyendo.
Hoy, Loriga es un foco turístico creciente por su paisaje y por la proximidad con la Estación de Esquí Vodafone, la única de Portugal, que se sitúa en los límites de la parroquia.